# SM-sarja 1927/28
Die Saison 1927/28 war die erste Spielzeit der finnischen SM-sarja. Meister wurde zum ersten Mal in der Vereinsgeschichte überhaupt Reipas Viipuri.

## Meisterschaft

### Erste Runde
- HPS Helsinki – TaPa Tampere 0:1
- Reipas Viipuri – HJK Helsinki 4:3

### Halbfinale
- TaPa Tampere – Reipas Viipuri 1:2 n. V.
- KIF Helsinki – HIFK Helsinki 3:1

### Finale
- Reipas Viipuri – KIF Helsinki 5:1